# Bliv en ny kvinde
|  | Denne artikel er oprettet af botten Steenthbot ud fra en ekstern database. Den kan derfor have sproglige fejl eller mangler. Denne skabelon kan fjernes efter kontrol af indholdet. |

Bliv en ny kvinde er en dansk dokumentarisk optagelse fra 1957.

## Handling
Med sloganet: ”Rigtig korsettering er grundlaget” ville Magasin du Nord oplyse kvinderne om vigtigheden af at købe undertøj i den rette størrelse. Reklamefilmen var en del af fremstødet: ”Bliv en ny kvinde” som Magasin lavede i samarbejde med Femina i 1957. Igennem en uge var Magasin på Kongens Nytorv dækket med reklameplakaten for ”Bliv en ny kvinde”, og stormagasinet tilbød varer inden for tøj, bolig og beauty, som skulle gøre de danske kvinder til nye kvinder. Kampagnen blev suppleret med foredrag og opvisninger på Mercur Teatret i København, hvor de fremmødte kvinder kunne lære tips og tricks indenfor rengøring, hår, make-up og mode. Femina udkom i samme uge med et blad, som ligeledes præsenterede vejen til at blive en ny kvinde.